# Chiliotrichum
Chiliotrichum là một chi thực vật có hoa trong họ Cúc (Asteraceae).

## Loài
Chi Chiliotrichum gồm các loài: